# Бражинцы
Бра́жинцы (укр. Бражинці) — село в Полонском районе Хмельницкой области Украины.
Население по переписи 2001 года составляло 551 человек. Почтовый индекс — 30536. Телефонный код — 3843. Занимает площадь 1,831 км².

## Местный совет
30536, Хмельницкая обл., Полонский р-н, с. Бражинцы, ул. Колхозная, 3